# Острів (фільм, 2006)
«Острів» (рос. «Остров») — драматичний художній фільм, відзнятий в 2006 році в Росії.

## Сюжет
Під час Другої світової війни німці захоплюють радянський буксир десь на Півночі. На борту корабля шкіпер Тихон і кочегар Анатолій. Анатолію дають можливість врятувати своє життя за умови, що він застрелить свого товариша. Анатолій стріляє в Тихона. Анатолій рятується у монастирі на березі.
Дія переноситься у 1976-й рік. Анатолій кочегарить у котельній монастиря. Він володіє даром передбачення і зцілення молитвою, але не поводиться так, як інші монахи. Він часто відпливає до невеликого острова, де просить прощення за свій гріх.
Одного разу до монастиря прибуває видний адмірал з дочкою, у яку вселився біс. Анатолій виганяє біса. Також виявляється, що цей адмірал є Тихоном, котрий вижив.

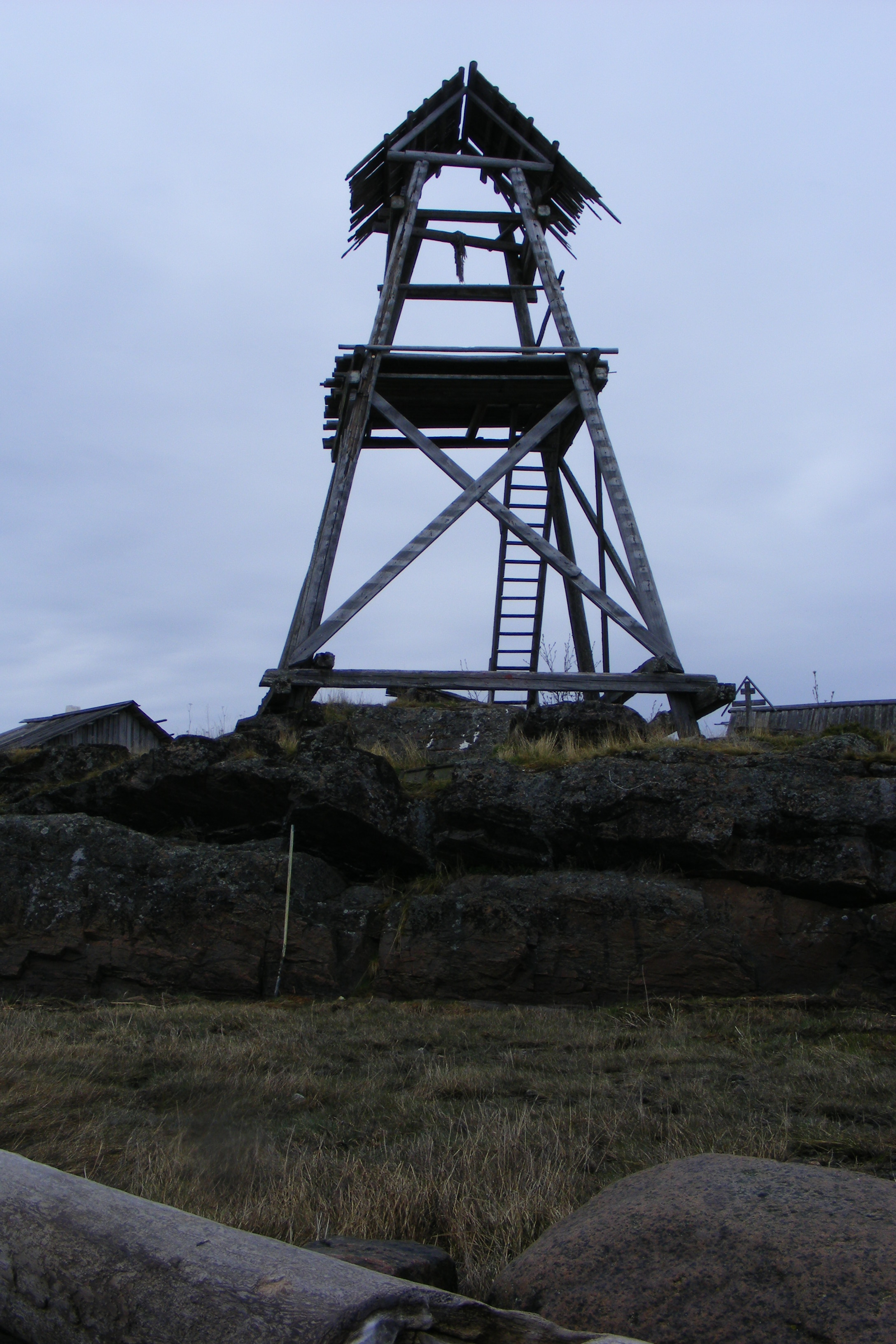
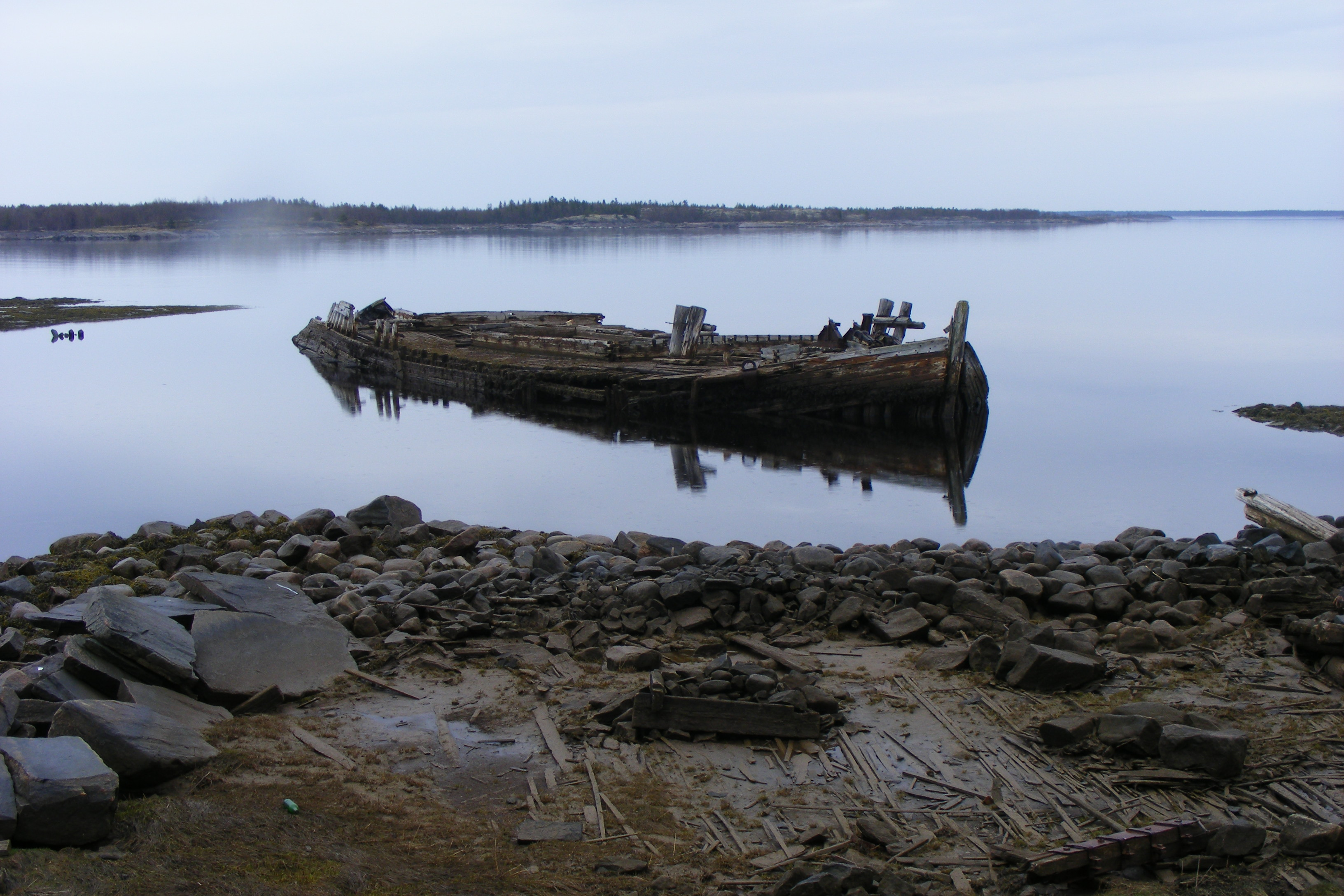

Анатолій спокійно помирає. 

## Кінофестивалі і премії
- 2006: «Острів» — фільм офіційної церемонії відкриття XVII російського кінофестивалю «Кінотавр» (червень 2006)
- 2006: «Острів» — фільм офіційної церемонії 63-го Міжнародного кінофестивалю у Венеції (вересень 2006)
- 2006: Гран-прі (приз глядацьких симпатій за найкращий ігровий фільм у програмі «Чудова сімка «МК») і Приз за найкращу чоловічу роль (Петро Мамонов) на фестивалі «Московська прем'єра» газети «Московський комсомолець» (вересень 2006)
- Фільм — учасник програми Visions міжнародного кінофестивалю в Торонто
- Фільм — володар призу глядацьких симпатій та призу за найкращу чоловічу роль на фестивалі в Онфлер (Франція)
- 2006: Фільм — володар 6 національних кінопремій «Золотий орел» у категоріях:
  - Найкращий ігровий фільм — продюсери Сергій Шумаков та Павло Лунгін
  - Найкраща режисерська робота — Павло Лунгін
  - Найкращий сценарій — Дмитро Соболєв
  - Найкраща операторська робота — Андрій Жегалов (посмертно)
  - Найкраща чоловіча роль — Петро Мамонов
  - Найкраща чоловіча роль другого плану — Віктор Сухоруков